# Mała Wieś (powiat Płocki)
Mała Wieś is een dorp in het Poolse woiwodschap Mazovië, in het district Płocki. De plaats maakt deel uit van de gemeente Mała Wieś en telt 1200 inwoners.